# Hamad Al-Ahbabi
Hamad Al-Ahbabi (Arabic:حمد الأحبابي) (sinh ngày 4 tháng 1 năm 1991) là một cầu thủ bóng đá người Các Tiểu vương quốc Ả Rập Thống nhất. Hiện tại anh thi đấu cho Baniyas.